# 만사 (칭호)
만사는 말리에서 사용된 군주 칭호로, 말리 제국의 황제 칭호이다. 대표적인 만사로는 만사 무사가 있다.